# Јовча (филм)
„Јовча“ је југословенски филм из 1976. године. Режирао га је Драгослав Лазић, а сценарио су писали Драгослав Лазић и Борисав Станковић

## Улоге
| Глумац                     | Улога            |
| -------------------------- | ---------------- |
| Мирослава Бобић            |                  |
| Нада Борозан               | Рођака           |
| Мирко Буловић              | Рођак            |
| Добрила Ћирковић           | Снаха            |
| Сима Јанићијевић           | Владика          |
| Љиљана Крстић              | Марија - супруга |
| Слободанка Марковић        | Васка - кћи      |
| Ирфан Менсур               | Слуга            |
| Радивоје Ранисављевић Лала |                  |
| Мида Стевановић            | Рођак            |
| Љиљана Стјепановић         | Снаха            |
| Љуба Тадић                 | Јовча            |
| Раде Вукотић               | Слуга            |